# Włodzimierz Jastrzębski (historyk)
Włodzimierz Jastrzębski (ur. 3 września 1939 w Siedlcach, zm. 26 stycznia 2024 w Bydgoszczy) – polski historyk i publicysta, od 1996 do 2003 szef Instytutu Historii Uniwersytetu Kazimierza Wielkiego, były dziekan Wydziału Humanistycznego UKW, z zamiłowania szachista.

## Życiorys
W 1963 r. ukończył studia na Wydziale Historii Uniwersytetu Mikołaja Kopernika w Toruniu, zdobywając tytuł magistra. Kolejne stopnie naukowe: 1968 – doktorat, 1977 – habilitacja w Instytucie Historii UAM na podstawie pracy Polityka narodowościowa w okręgu Rzeszy Gdańsk - Prusy Zachodnie w latach 1939–1945, 1990 – profesura, 1993 – profesor zwyczajny. Staże naukowe odbywał m.in. w Archiwum Federalnym w Koblencji, Instytucie Historii Najnowszej w Monachium, Uniwersytecie w Lipsku, w archiwach oraz bibliotekach w Poczdamie, Kassel, Marburgu i Moskwie.
Był członkiem m.in. Polskiego Towarzystwa Historycznego, Bydgoskiego Towarzystwa Naukowego, Instytutu Zachodniego w Poznaniu, Rady Ochrony Pomników Walki i Męczeństwa, Towarzystwa Miłośników Miasta Bydgoszczy i Komitetu Badań Naukowych PAN. Jest autorem kilkudziesięciu książek i kilkuset pozycji naukowych oraz popularnonaukowych. Autor haseł w Słowniku biograficznym działaczy polskiego ruchu robotniczego. W czasie swojej pracy zawodowej wypromował kilkuset magistrów i kilku doktorów.
Jednym z jego hobby były szachy. Początkowo reprezentował klub AZS UKW Bydgoszcz, następnie był zawodnikiem klubu OSiR Tuchola, z którym w sezonie 2017/2018 wywalczył awans do III ligi Drużynowych Mistrzostw Polski (woj. kujawsko-pomorskie). Posiadał II kategorię szachową.

## Kariera zawodowa
- 1963–1966 – asystent w Regionalnej Pracowni Naukowo-Badawczej Bydgoskiego Towarzystwa Naukowego,
- 1966–1970 – pracownik Referatu Historii Partii KW PZPR w Bydgoszczy,
- 1970–1973 – adiunkt i kierownik w Zakładzie Historii Wyższej Szkoły Nauczycielskiej w Bydgoszczy,
- 1973–1975 – zastępca dyrektora Instytutu Kształcenia Nauczycieli i Badań Oświatowych w Bydgoszczy,
- 1975–1988 – kierownik Zakładu Historii i Nauk Politycznych Wyższej Szkoły Pedagogicznej w Bydgoszczy,
- 1978–1981 i 1984-1988 – zastępca dyrektora Instytutu Nauk Społecznych,
- 1981–1984 – prorektor ds. studenckich Wydziału Humanistycznego Akademii Bydgoskiej,
- 1990–1996 – dziekan Wydziału Humanistycznego,
- 1996–2024 – dyrektor Instytutu Historii Akademii Bydgoskiej (obecnie Uniwersytet Kazimierza Wielkiego w Bydgoszczy).

## Wybrane publikacje
- Bronisław Dembiński (1858–1939) wybitny historyk, polityk i działacz społeczny (ISBN 83-7322-938-8)
- Cichociemny z Bydgoszczy i inne opowiadania historyczne (2009, ISBN 978-83-61186-16-8)
- Der Bromberger Blutsonntag : Legende und Wirklichkeit (1990, ISBN 83-85003-38-X)
- Dywersja czy masakra ? : cywilna obrona Bydgoszczy we wrześniu 1939 r. (1988, ISBN 83-03-02193-1)
- Historia kultury fizycznej (2005, ISBN 83-7096-552-0)
- Katyń 1940 (1995, ISBN 83-904635-0-4)
- Leon Janta Połczyński (1867–1961) - minister i senator z Borów Tucholskich (2001, ISBN 83-7174-820-5)
- Okupacja hitlerowska na Pomorzu Gdańskim w latach 1939–1945 (1984, 8321571840)
- Pomorskie rody ziemiańskie w czasach nowożytnych. Red. W. Jastrzębski (2004, ISBN 83-89886-05-7)
- Terror i zbrodnia : eksterminacja ludności polskiej i żydowskiej w rejencji bydgoskiej w latach 1939–1945 (1974)
- W dalekim, obcym kraju : deportacje Polaków z Pomorza do ZSRR w 1945 roku (1990, ISBN 83-7003-138-2)
- Wrzesień 1939 roku i jego konsekwencje dla ziem zachodnich i północnych Drugiej Rzeczypospolitej (ISBN 83-231-1208-8, wspólnie z Ryszardem Studzińskim)

## Ordery i odznaczenia
- Krzyż Kawalerski Orderu Odrodzenia Polski
- Medal Komisji Edukacji Narodowej
- Odznaka Honorowa za Zasługi dla Miasta Bydgoszczy

## Nagrody
- Nagroda WRN w Bydgoszczy I stopnia za wybitne osiągnięcia w dziedzinie nauki (zespołowa) za pracę Pod czerwonym sztandarem (1969)[8]